# Aznaq
Aznaq (persiska: ازنق) är en ort i Iran.   Den ligger i provinsen Alborz, i den norra delen av landet, 60 km nordväst om huvudstaden Teheran. Aznaq ligger 1 517 meter över havet och antalet invånare är 271.
Terrängen runt Aznaq är kuperad åt nordost, men åt sydväst är den platt.Runt Aznaq är det ganska tätbefolkat, med 86 invånare per kvadratkilometer. Närmaste större samhälle är Naz̧arābād, 19,2 km väster om Aznaq. Trakten runt Aznaq består i huvudsak av gräsmarker.